# Guram Giorbelidze
Guram Giorbelidze (in georgiano გურამ გიორბელიძე?; 25 febbraio 1996) è un calciatore georgiano, difensore dell'Erzurumspor FK.

## Carriera

### Club
Ha giocato nella massima serie georgiana e in quella austriaca.

### Nazionale
Il 25 marzo 2021 ha esordito con la nazionale georgiana giocando l'incontro perso 1-0 contro la Svezia, valido per le qualificazioni al campionato mondiale di calcio 2022.